# IPadOS 13
iPadOS 13 (ранее часть операционной системы для смартфонов iOS) —  мобильная операционная система, разработанная Apple Inc. для линейки планшетных компьютеров iPad. Анонсирована на Всемирной конференции разработчиков 2019 года (WWDC) 3 июня 2019 года как производный от iOS с большим упором на многозадачность и функции, ориентированные на планшет. Стала доступна для загрузки 24 сентября 2019 года.

## История
Первый iPad был выпущен в 2010 году и работал под управлением iPhone OS 3.2, которая добавила поддержку более крупного устройства в операционную систему, ранее использовавшуюся только на iPhone и iPod Touch. Эта общая операционная система была переименована в «iOS» с выпуском iOS 4.
Первоначально операционная система имела приблизительно одинаковые функции, работающие на iPhone, iPod Touch и iPad, с различиями в пользовательском интерфейсе в зависимости от размера экрана и незначительными различиями в выборе включенных приложений. Однако со временем вариант iOS для iPad включал в себя растущий набор отличительных функций, таких как картинка в картинке, возможность одновременного отображения нескольких запущенных приложений (оба представлены в iOS 9 в 2015 году), перетаскивание и т. д. и док-станция, которая больше похожа на док-станцию в macOS, чем на iPhone (добавлена в 2017 году с iOS 11). Стандартные приложения для iPad все больше разрабатывались для поддержки дополнительного использования клавиатуры.
Чтобы подчеркнуть другой набор функций, доступных на iPad, и обозначить свое намерение развивать платформы в разных направлениях, на WWDC 2019 Apple объявила, что вариант iOS, работающий на iPad, будет переименован в «iPadOS». Новая стратегия именования началась с iPadOS 13.1 в 2019 году.

## Нововведения
- Переработанный домашний экран с возможностью отображения страницы с виджетами
- Новый режим многозадачности
- Другое отображение файлов в приложении Файлы.
- Возможность подключения периферийных устройств[5].

## История версий
Список версий iPadOS 13 для iPad
| Версия                    | Сборка   | Дата релиза      |
| ------------------------- | -------- | ---------------- |
| iPadOS 13 beta 1          | 17A5492t | 3 июня 2019      |
| iPadOS 13 beta 2          | 17A5492t | 17 июня 2019     |
| iPadOS 13.0 public beta 1 |          | 24 июня 2019     |
| iPadOS 13.1               | 17A5844  | 24 сентября 2019 |
| iPadOS 13.1.1             | 17A6854  | 27 сентября 2019 |
| iPadOS 13.1.2             | 17A860   | 30 сентября 2019 |
| iPadOS 13.1.3             | 17A878   | 15 октября 2019  |
| iPadOS 13.2               | 17B84    | 28 октября 2019  |
| iPadOS 13.2.2             | 17B102   | 7 ноября 2019    |
| iPadOS 13.2.3             | 17B111   | 18 ноября 2019   |
| iPadOS 13.3               | 17C54    | 10 декабря 2019  |
| iPadOS 13.3.1             | 17D50    | 28 января 2020   |
| iPadOS 13.4               | 17E255   | 24 марта 2020    |
| iPadOS 13.4.1             | 17E262   | 7 апреля 2020    |
| iPadOS 13.5               | 17F75    | 20 мая 2020      |
| iPadOS 13.5.1             | 17F80    | 1 июня 2020      |
| iPadOS 13.6               | 17G68    | 15 июля 2020     |
| iPadOS 13.6.1             | 17G80    | 12 августа 2020  |
| iPadOS 13.7               | 17H35    | 1 сентября 2020  |

## Функции

### Домашний экран
В отличие от предыдущих версий iOS, в сетке значков отображается до пяти строк и шести столбцов приложений (30), независимо от того, находится ли устройство в портретной или альбомной ориентации. Первую страницу главного экрана можно настроить для отображения столбца виджетов из приложений для быстрого доступа. Поиск Spotlight больше не является частью виджетов, но к нему по-прежнему можно получить доступ, проведя вниз от центра главного экрана или нажав Command + Space на подключенной клавиатуре.

### Многозадачность
iPadOS представляет собой многозадачную систему, разработанную с большими возможностями по сравнению с iOS, с такими функциями, как Slide Over и Split View, которые позволяют использовать несколько разных приложений одновременно. Двойной щелчок по кнопке «Домой» или смахивание вверх от нижней части экрана с паузой отобразит все активные в данный момент пробелы. В каждом пространстве может быть одно приложение или разделенное представление с двумя приложениями. Пользователь также может провести пальцем влево или вправо по индикатору «Домой», чтобы в любой момент перейти между пробелами, или провести пальцем влево/вправо четырьмя пальцами.
Во время использования приложения, слегка проведя пальцем вверх от нижнего края экрана, вы вызовете док-станцию, где приложения, хранящиеся в нем, можно перетаскивать в разные области текущего пространства, чтобы открыть их в режиме разделенного просмотра или слайда. Перетаскивание приложения к левому или правому краю экрана создаст разделенный вид, что позволит использовать оба приложения одновременно.Размер двух приложений в разделенном представлении можно настроить, перетащив значок в виде таблетки в центр вертикального разделителя и перетащив разделитель до конца на одну сторону экрана, чтобы закрыть соответствующее приложение. Если пользователь перетащит приложение из док-станции на текущее приложение, оно создаст плавающее окно с именем Slide Over, которое можно перетащить в левую или правую часть экрана. Окно Slide Over можно скрыть, смахнув его с правой стороны экрана, а смахнув влево от правого края экрана, вы восстановите его. Приложения Slide Over также можно переключать между ними, проводя пальцем влево или вправо по индикатору «Домой» в окне Slide Over, и потянув его вверх, откроется переключатель приложений для окон Slide Over. Значок в виде таблетки в верхней части приложений в режимах Split View или Slide Over позволяет переключать их между режимами Split View и Slide Over.
Теперь у пользователя может быть открыто несколько экземпляров одного приложения одновременно. Был добавлен новый режим, похожий на Mission Control в macOS, который позволяет пользователю видеть все экземпляры приложения.
Во многих приложениях, заметным исключением из которых является YouTube, видео можно свернуть в окно «картинка в картинке», чтобы пользователь мог продолжать его просмотр, используя другие приложения. Это окно, содержащее видео, можно изменить в размере, сжимая и расширяя, и его можно закрепить в любом из четырех углов экрана. Его также можно скрыть, смахнув его за край экрана, он обозначен стрелкой на краю, где видео скрыто, и смахивание вернет его на экран.

### Safari
iPadOS Safari теперь по умолчанию показывает настольные версии веб-сайтов, включает менеджер загрузок и 30 новых сочетаний клавиш, если подключена внешняя клавиатура.

### Sidecar
Sidecar позволяет iPad функционировать как второй монитор для macOS, названный в честь мотоциклов с шарнирно-сочлененной рамой. При использовании Sidecar Apple Pencil можно использовать для эмуляции графического планшета для таких приложений, как Photoshop. Эта функция поддерживается только на iPad, совместимых с Apple Pencil.

### Хранилище
Помимо доступа к локальному хранилищу для общего использования, iPadOS позволяет подключать внешние хранилища, такие как USB-накопители, портативные жесткие диски и твердотельные накопители, к iPad через приложение «Файлы». iPad Pro (3-го поколения) подключается через USB-C, а комплект для подключения камеры Lightning можно использовать с предыдущими моделями iPad.

### Поддержка мыши и трекпада
Поддержка мышей и трекпадов была доступна с момента первого общедоступного выпуска, хотя и только как функция специальных возможностей. Полная поддержка была добавлена в версию 13.4, которая включала жесты мультитач для трекпадов и позволяла сторонним приложениям реализовывать новые функции, поддерживающие мыши и трекпады.

## Поддерживаемые устройства
iPadOS 13 поддерживает iPad с процессором Apple A8 или Apple A8X или более поздней версии, отказавшись от поддержки устройств с процессором A7, в частности iPad Air первого поколения и iPad Mini 2 и iPad Mini 3. К устройствам, поддерживающим iPadOS 13, относятся:
- iPad Air 2
- iPad Air (3-го поколения)
- iPad (5-го поколения)
- iPad (6-го поколения)
- iPad (7-го поколения)
- iPad mini (4-го поколения)
- iPad Mini (5-го поколения)
- Все модели iPad Pro

Обновление до iPadOS 13 автоматически предлагается поддерживаемым устройствам.